# Диверсант 2: Конец войны
«Диверса́нт. Коне́ц войны́» — российский телесериал 2007 года, является сиквелом сериалов «Диверсант» (2004) и «Диверсант. Крым» (2020), основанных на романе Анатолия Азольского «Диверсант», опубликованном в 2002 году. Действие сериала происходит с 1943 по 1948 год. Главные герои фильма — три разведчика-диверсанта, выполняющие задания советского военного командования. В последние годы войны отряд проводит несколько успешных операций.
Премьера состоялась 14 ноября 2007 года в 21:30 на «Первом канале». Заключительная серия вышла в эфир 29 ноября 2007 года.

## Сюжет
1 — 2 серии
Апрель 1943 года. Немецкое командование готовит диверсионную группу, которая будет заброшена в Крым с неизвестной целью для соединения с ложным нацистским отрядом, действующим под видом советских партизан. Задача героев сериала — уничтожить группу в месте высадки и под видом заброшенных немецких диверсантов внедриться в нацистский отряд, а также выяснить задачи отряда и диверсионной группы. Хотя операция прошла не идеально, советским диверсантам удалось перехватить немцев в месте выброски, часть диверсантов уничтожить, а одного — академика АН СССР Сергея Сергеева — перевербовать. Советским диверсантам удалось внедриться в немецкий отряд и выяснить, что главной его задачей является обнаружение пещерного тайника, в котором спрятаны сверхсекретные документы и образец советских научных разработок по самолету-невидимке. С помощью профессора Сергеева советским диверсантам удалось взорвать тайник, уйти от преследования и, захватив немецкий самолёт, перелететь линию фронта. После этого самолёт терпит крушение в Чёрном море у берегов Абхазии.
3 — 5 серии.
Абхазия, август 1944 года. Пребывая в увольнении на Черноморском побережье Абхазии после успешно выполненного задания в Крыму, группа Калтыгина не без трудностей разоблачает вражескую агентуру и в 4 серии получает новые погоны с новыми воинскими званиями: Калтыгин — майора, Филатов и Бобриков — капитана.
6-10 серии. Май 1945 года. Отпраздновав победу в Берлине, группа разделяется. Капитану Алексею Бобрикову удаётся осуществить свою мечту — встретиться с семьёй женщины, предавшей его родителей до ареста. Однако нахождение в соседней зоне оккупации с чужими документами и передачей информации, которая становится для Центра перехваченной, кончается для него арестом и Исправительно-трудовым лагерем в городе Ирбит на Урале. Судьбы сослуживцев на некоторое время расходятся: спустя 2 года майор Калтыгин попадает с нервным расстройством в госпиталь, откуда его впоследствии выписывают, и он в глуши начинает строить мирную жизнь. Бобриков в это время отбывает срок в лагере, параллельно получая наказания за «дерзость» начлагу. Через зэков Алексею удается передать сообщение своему руководству, после чего ему удаётся сбежать из колонии с сообщником-авторитетом «Шерстянщиком». Леонид Филатов пытается устроить свою гражданскую жизнь. Он работает в небольшой слесарной лавке, влюбляется в девушку Аню. Позже он пересекается с группой музыкантов и, поразив всех своей виртуозной игрой на аккордеоне, входит в её состав. Весной 1948 года в Подмосковье группа собирается вместе, они приводят себя в форму, изучают восточные боевые искусства и орудия боя. Разведчикам поручают новое задание по обезвреживанию враждебной деятельности банды уголовников в Ростове-на-Дону. Банда устраивает расстрелы, грабежи и разбои. Сериал заканчивается тем, что в ходе выполнения операции в Ростове-на-Дону появляется необходимость переброски героев на сухогрузе в Латинскую Америку, в Аргентину, из грузового порта Одессы.

## Критика
Как и первый сериал «Диверсант», этот фильм вызвал немало критических отзывов в Интернете и газетах. Основные претензии таковы:
- По мнению военного обозревателя газеты «Комсомольская правда» Виктора Баранца, некоторые сцены калькированы с фильма «В августе 44-го»[1].
- Победа трёх разведчиков над сотней солдат в лагере маловероятна, трудно осуществим подрыв торпеды на земле прицельным выстрелом с самолёта[2].

По словам исполнителя одной из главных ролей Кирилла Плетнёва, «создатели фильма и не стремились к достоверности».

## В ролях
- Владислав Галкин — капитан / майор Григорий Иванович Калтыгин
- Кирилл Плетнёв — старший лейтенант / капитан Алексей Петрович Бобриков
- Алексей Бардуков — старший лейтенант / капитан Леонид Михайлович Филатов
- Владимир Меньшов — генерал-лейтенант Калязин
- Александр Лыков — Сергей («Чех» / «Летнаб») — офицер ГРУ
- Михаил Ефремов — подполковник Костенецкий
- Игорь Бочкин — майор Самохвалов
- Алексей Гуськов — Олег Станиславович («Шерстянщик»)
- Владимир Зайцев — Мюллер
- Василий Бочкарёв — профессор Сергей Валентинович Сергеев
- Юрий Кузнецов — командир коллаборационистского партизанского отряда
- Вячеслав Разбегаев — сержант Грачёв, немецкий диверсант
- Александр Половцев — майор Агапов, начальник лагеря, в котором отбывает срок Бобриков
- Андрей Терентьев — блатной
- Игорь Скляр — Виктор (музыкант)
- Сергей Маховиков — сотрудник военной прокуратуры
- Юлия Рутберг — Валентина
- Анна Снаткина — Анна
- Олег Табаков — пан Артёменко
- Александр Робак — Шавырин
- Светлана Колпакова — жена Артёменко
- Эва Шикульская — фрау Грета Фогель
- Игорь Савочкин — следователь
- Валерий Афанасьев — генерал-майор
- Александр Казаков — подполковник Павел Андреевич, отец невесты
- Анна Легчилова — Елена Андреевна
- Сергей Бехтерев — начальник метеостанции
- Александр Песков — майор-танкист
- Геннадий Корольков — Аркадьевич
- Максим Лагашкин — «шестёрка» Пахана
- Александр Тютин — главврач
- Валерий Прохоров — Тирщик
- Игорь Гордин — проверяющий
- Александр Яковлев — генерал-лейтенант Фёдоров
- Сабина Ахмедова — Лана Георгиевна
- Вадим Цаллати — капитан 2-го ранга Даур
- Владимир Бадов — проводник-татарин
- Владимир Стержаков — полковник на свадьбе
- Александр Устюгов — Зайченко (Бурый), уголовный авторитет
- Юлия Пересильд — Светлана
- Андрей Межулис — Виктор Хергерт
- Максим Дрозд — капитан-смершевец
- Максим Литовченко — лейтенант-смершевец
- Ольга Прохватыло — фрау Лысенко
- Сергей Загребнев — связист
- Леонид Неведомский — Петро
- Эдуард Флёров — танкист
- Арнис Лицитис — капитан аргентинского сухогруза
- Эдвард Жентара — начальник разведшколы

## Производство
- Съёмки некоторых фрагментов сериала происходили в Переславском железнодорожном музее[4].
- «Берлинские» сцены снимали в польском городе Вроцлав. В годы войны это был один из крупнейших промышленных центров Третьего рейха Бреслау. «…Самое сложное было снимать Берлин 45-го года, искали районы в Бреслау, в которых почти ничего не изменилось с той поры — таковые нашлись, но и их пришлось сильно декорировать. Очень помогли в этом наши и польские художники, которым изрядно пришлось посидеть в библиотеках и отсмотреть огромное количество документальной хроники. Непросто с точки зрения стилистики дались и сцены наступления нашей армии, и победы в Берлине 45-го», — говорит режиссёр-постановщик Игорь Зайцев[5].

«Вроцлав — город-то в сущности немецкий. Там и сейчас это чувствуется. Съёмки, конечно, были заметным событием для города. К нам постоянно подходили местные жители, интересовались, были исключительно приветливы. Многих участников массовки набирали как раз из них» — вспоминает Владимир Меньшов.
Одну из сцен (когда герои входят в дом фрау Фогель, на втором этаже) снимали в Пскове, в здании, бывшем Заводоуправлением псковской канатно-шпагатной фабрики Генриха Мейера (неофициально это здание так и называется «дом Мейера»). В помещении на первом этаже располагалась вся съёмочная группа — снималась сцена, в которой Бобриков и Филатов поднимаются по лестнице на второй этаж, а затем входят в квартиру хозяйки фрау Фогель. На самом деле эта комната находилась на первом этаже слева, и следующая сцена снималась также на первом этаже. Окна здания были заклеены крест-накрест полосками белой бумаги; само здание выстроено в стиле модерн (на момент съёмок ещё не были установлены пластиковые окна и спутниковые антенны на крыше). Несмотря на то, что здание признано памятником архитектуры федерального значения — по факту оно является жилым домом.
- В фильме задействовано огромное число единиц реальной военной техники, использовавшейся на фронтах Второй мировой войны — от стрелкового оружия до артиллерийских орудий, танков и даже самолётов. Стрелковое оружие удалось раздобыть на местных киностудиях в Польше и на Украине — отыскались настоящие трёхлинейки, пистолеты ТТ, немецкие пулемёты MG-42 и пистолет-пулемёты MP-40, пулемёты «Максим»[5].
- В Польше снимали танки Т-34, «катюши», орудийную артиллерию, сотни участников массовки. Задействовали большое количество военных консультантов и военно-исторические клубы. В фильме так или иначе представлены войска четырёх стран — СССР, Германии, США, Польши. Для всех них специально шили форму. Для формы Красной Армии пришлось искать альтернативный материал для пошива гимнастёрок, так как оригинальная хлопчатобумажная ткань для военной формы, которая правдоподобно смотрелась бы на экране, давно не производится[5].

В Крыму под Бахчисараем в местечке Чуфут-Кале снимали базы партизанских отрядов — в уникальных природных пещерах. Крым — вообще поразительное место: под Балаклавой земля до сих пор вся в гильзах и осколках артиллерийских снарядов — бери руками и нагребай», — говорит режиссёр-постановщик фильма Игорь Зайцев, — «В Крыму же мы построили настоящий немецкий военный аэропорт, а в пещере на Ай-Петри была сооружена секретная научная лаборатория.
- В начале съёмочного периода актёр Владислав Галкин получил серьёзную травму колена, но продолжил сниматься[6]. В сценарий фильма внесли поправку, по которой его герой неудачно приземлился при высадке в Крыму, и теперь хромает. Уже после окончания съёмок Владиславу пришлось перенести несколько операций[7][8].

## Награды
- «Золотой орёл» 2008 года — в номинации «Лучший телефильм или мини-сериал (до 10 серий)»[9]